# André Anderson
André Anderson Pomilio Lima da Silva  (Maracaí, São Paulo, Brasil; 23 de septiembre de 1999) es un futbolista italiano nacido en Brasil. Juega de delantero y su equipo actual es el Lazio de la Serie A.

## Clubes
| Club                   | País   | Año           |
| ---------------------- | ------ | ------------- |
| Lazio                  | Italia | 2018-presente |
| Salernitana (préstamo) | Italia | 2018-2021     |
| São Paulo (préstamo)   | Brasil | 2022-2023     |

## Palmarés

### Títulos nacionales
| Título              | Club  | País   | Año  |
| ------------------- | ----- | ------ | ---- |
| Supercopa de Italia | Lazio | Italia | 2019 |